# Crossoloricaria rhami
Crossoloricaria rhami es una especie de peces de la familia Loricariidae en el orden de los Siluriformes.

## Morfología
• Los machos pueden llegar alcanzar los 12,7 cm de longitud total.

## Hábitat
Es un pez de agua dulce y de clima tropical (25 °C-28 °C ).

## Distribución geográfica
Se encuentran en Sudamérica:  cuenca del río Amazonas.